# Cornelis Geelvinck
Cornelis Geelvinck (* 1621 in Amsterdam; † 1689 ebenda) wurde im Rampjaar 1672 nach dem Regimeende und der darauf folgenden Ermordung der Gebrüder Johan und Cornelis de Witt erfolgreich in der Politik tätig. In den Jahren 1673, 1675, 1684, 1688 und 1689 wurde Cornelis Geelvinck als regierender Bürgermeister Amsterdams genannt.

## Biografie
Cornelis Geelvinck entstammte dem durch den Handel mit Erbsen und Bohnen reich gewordenen Geschlecht der Geelvinck. Seine Eltern waren Jan Cornelisz Geelvinck und Agatha de Vlaming van Oudshoorn. Im Jahre 1643 heiratete er Elisabeth Velecker (1622–1658; Enkeltochter des Bürgermeisters Albert Burgh), mit ihr er fünf Kinder hatte: Joan (1644), Albert (1647), Cornelis (1649), Brigitta (1651) sowie Coenraad und Dirck (1656). 1662 heiratete er seine zweite Ehefrau Margaretha Bicker van Swieten (1619–1697), Tochter des Amsterdamer Bürgermeisters Cornelis Bicker, und Erbin des Landhauses Akerendam in Beverwijk. Durch diese Verbindung wurden die Bürgermeister Andries de Graeff und Lambert Reynst zu seinen Schwagern.
Im Jahre 1664 kaufte Geelvinck die Herrschaften von Castricum und Croonenburg für 33.000 bzw. 25.000 Gulden. Im August 1666 wurde er von der Amsterdamer Regierung als „vigilant heer“ nach Den Helder entsandt, da an diesem Ort ein englischer Überfall stattgefunden hatte. Im August des Jahres 1672 musste er seinen Schwager, den Amsterdamer Regenten Andries de Graeff mit Militärhilfe vor dem tobenden Volk – welchem De Graeff als einen der republikanischen pro-De Witt Staatsmänner ein Ärgernis war – beschützen.
Geelvinck trat gemeinsam mit Statthalter Willem III. für den Krieg gegen das Frankreich Ludwigs XIV. ein, die beiden Kriegsbefürworter konnten sich aber damit nicht gegen die starken Amsterdamer Regenten Gillis Valckenier und Henrick Hooft durchsetzten. Im Jahre 1688 war Geelvinck ein Gegner der für die auf England geplante Invasion auszurüstenden Schiffe. Nicolaas Witsen und Johann van Waveren Hudde führten auch Zweifel, stimmten aber schlussendlich der geplanten Invasion von Wilhelm III. von Oranien zu. Im Laufe der Jahre verlor Cornelis Geelvinck seinen politischen Einfluss und verstarb im Jahre 1689. Nach seinem Tod übernahm sein Sohn Albert Geelvinck den Sitz im Amsterdamer Stadtparlament. Als Albert 1693 starb, folgte ihm wiederum sein älterer Bruder Joan Geelvinck nach. Er war mit Anna van Loon verheiratet, und der spätere Bürgermeister Lieve Geelvinck war ihr Sohn. Das Ehepaar hatte auch eine Tochter, Catharina Clara, die Wilhelm Boreel heiratete, den Sohn des Diplomaten Jacob Boreel.